# 宽叶山蒿
宽叶山蒿（学名：Artemisia stolonifera）是菊科蒿属的植物。分布于朝鲜、俄罗斯、日本以及中国大陆的内蒙古、吉林、浙江、湖北、山东、辽宁、江苏、山西、安徽、河北、黑龙江等地，生长于海拔500米至1,500米的地区，一般生于低海拔湿润地区的林缘、疏林下、路旁以及荒地与沟谷等处，目前尚未由人工引种栽培。

## 别名
天目蒿（浙江），“阿古拉音-西巴嘎”（蒙语名）